# William Arthur Ward
William Arthur Ward (1921– 30 de marzo de 1994), autor de Fuentes de la fe y uno de los escritores estadounidenses más citados a la hora de encontrar frases célebres sobre la inspiración. Escribió más de 100 artículos, poemas y meditaciones, que se han publicado en revistas como Reader's Digest, The Upper Room, En conjunto, The Christian Advocate, el estudiante adulto, el maestro de adultos, El Hogar Cristiano, El phi Kappa Delta, Ciencia de la Mente, El laico metodista de sol, y los ideales.

## Biografía
Nacido y criado en Luisiana, el Dr. Ward entró en el Ejército de Estados Unidos como soldado en 1942 y alcanzó el rango de capitán. Parte de sus cuatro años de servicio militar los cumplió en Filipinas.
Se graduó por la Universidad McMurry y recibió su título de maestría en la Universidad Estatal de Oklahoma. Trabajó en su doctorado en la Universidad de Texas y en la North Texas State University. En 1962 la Universidad de Oklahoma le honró con el título de Doctor en Derecho en reconocimiento a sus logros profesionales, contribuciones literarias y servicio a los demás.
El Dr. Ward se desempeñó como Asistente del Presidente de Texas Wesleyan College en Fort Worth a partir de 1955. Además de sus responsabilidades profesionales, fue durante dos años el director de Hombres Metodistas de la Conferencia del Centro de Texas, y durante cuatro años fue profesor de los 140 miembros Sigler Clase Bíblica en el Politécnico de la Iglesia Metodista, donde también se desempeñó como Superintendente de la Escuela Dominical y Iglesia Líder Laico.

## Honores
Fue miembro profesional de Sigma Delta Chi, Colegio Americano Asociación de Relaciones Públicas, Relaciones Públicas del Consejo Religioso y Phi Delta Kappa. En Fort Worth se encontraba en el Consejo de Administración de numerosas organizaciones como Rotary, Cruz Roja y los Boy Scouts de América.

## Citas
“La grandeza no se encuentra en las posesiones, en la posición social o en el prestigio. Se descubre en calidad, humildad, servicio, y carácter “

“Los optimistas enriquecen el presente, realzan el futuro, desafían lo improbable y logran el imposible”

“Es sabio dirigir tu cólera hacia los problemas, no hacia la gente; para centrar tus energías en las respuestas y no en las excusas.”
```
" El profesor mediocre dice. El buen profesor explica. El profesor superior demuestra. El gran profesor inspira"
```

```
 "Una sonrisa cálida es el lenguaje universal de la amabilidad"
```